# Michael Rady
Michael Rady (* 20. August 1981 in Philadelphia, Pennsylvania) ist ein US-amerikanischer Schauspieler.

## Leben
Rady besuchte die Lasalle College High School, eine Christian Brother’s Schule in Philadelphia, die für ihr hervorragendes Theaterprogramm bekannt ist. Er hatte sein schauspielerisches Debüt im Film Eine für 4, in dem er den griechischen Studenten Kostas Dounas spielt. Er trat ebenfalls in kleineren Rollen wie in Jede Sekunde zählt – The Guardian und In Search Of auf.

## Filmografie (Auswahl)

### Film
- 2005: Eine für 4 (The Sisterhood of the Traveling Pants)
- 2006: Jede Sekunde zählt – The Guardian (The Guardian)
- 2008: Eine für 4 – Unterwegs in Sachen Liebe (The Sisterhood of the Traveling Pants 2)
- 2008: In Search Of
- 2011: J. Edgar
- 2016: Ein Filmstar zu Weihnachten (Christmas in Homestead, Fernsehfilm)

### Fernsehserien
- 2006–2007: Sleeper Cell (4 Episoden)
- 2007: CSI: NY (Episode 4x04)
- 2007: Emergency Room – Die Notaufnahme (ER, 2 Episoden)
- 2008: Swingtown
- 2008–2009: Greek (14 Episoden)
- 2009: The Closer (Episode 4x14)
- 2009: Grey’s Anatomy (Episode 5x17)
- 2009–2010: Melrose Place (18 Episoden)
- 2010: Medium – Nichts bleibt verborgen (Medium) (Episode 6x20)
- 2010: Castle (Episode 3x01)
- 2011: Happy Endings (Episode 1x10)
- 2011–2012: The Mentalist (9 Episoden)
- 2012: House of Lies (4 Episoden)
- 2012–2013: Emily Owens (Emily Owens, M.D., 13 Episoden)
- 2014: Intelligence (13 Episoden)
- 2014–2015: Jane the Virgin (4 Episoden)
- 2015: Stalker (Episode 1x14)
- 2016–2018: UnREAL
- 2017: Lucifer
- 2023: Magnum P.I. (7 Episoden)